# Joanna Górniak
Joanna Górniak (ur. w 1966) – polska aktorka teatralna, filmowa i głosowa.

## Życiorys
W 1991 roku ukończyła studia na Wydziale Aktorskim we Wrocławiu Państwowej Wyższej Szkoły Teatralnej im. Ludwika Solskiego w Krakowie. Na scenie teatralnej zadebiutowała 15 września 1991 roku w roli Ali w Tangu Sławomira Mrożka. Była aktorką teatru Współczesnego we Wrocławiu w latach 1991–1994, teatru C.K. Norwida w Jeleniej Górze. Od roku 1998 jest aktorką Teatru Nowego w Warszawie.
W roku 2008 podłożyła głos pod Izzy w serialu animowanym Wyspa totalnej porażki.

## Filmografia
- 2014: Przyjaciółki – dyrektor domu dziecka (odc. 32)
- 2013: To nie koniec świata – sekretarka (odc. 11)
- 2012: Prawo Agaty – pracodawca (odc. 2)
- 2009: Enen
- 2008: Doręczyciel – Jadzia, żona Jubilera
- 2006: U fryzjera – klientka
- 2006: Pensjonat pod Różą – wizażystka Nika
- 2005–2008: Plebania – matka Krystiana
- 2005–2006: Egzamin z życia – Buczkowa, matka Kacpra
- 2005: Pełną parą – Zofia Marciniak
- 2005: Dziki 2 Pojedynek – Irenka
- 2002: Kasia i Tomek – pielęgniarka
- 2002: Chopin. Pragnienie miłości
- 2001–2002: Lokatorzy – Isia, młodsza siostra Heleny Bogackiej
- 2000: Na dobre i na złe – żona rannego
- 2000–2001: Adam i Ewa – pracownica kancelarii
- 1989: Powroty

## Polski dubbing
- 2010: Totalna Porażka w trasie – Izzy
- 2009: Plan Totalnej Porażki – Izzy
- 2008: Wyspa totalnej porażki – Izzy